# Малиновка (Торжокский район)
Мали́новка — деревня в Торжокском районе Тверской области России. Входит в состав Марьинского сельского поселения.

## География
Находится в центральной части региона, в зоне хвойно-широколиственных лесов, в пределах восточной оконечности Валдайской возвышенности, в 5 км к северо-востоку от села Марьино.

### Климат
Климат характеризуется как умеренно континентальный, влажный, с морозной зимой и умеренно тёплым летом. Среднегодовая температура воздуха — 3,9 °C. Средняя температура воздуха самого холодного месяца (января) — −10,2 °C (абсолютный минимум — −48 °C); самого тёплого месяца (июля) — 16,9 °C (абсолютный максимум — 35 °C). Вегетационный период длится около 169 дней. Годовое количество атмосферных осадков составляет около 575—600 мм, из которых большая часть выпадает в тёплый период. Снежный покров держится в течение 135 −140 дней. Среднегодовая скорость ветра варьирует в пределах от 3,1 до 4,1 м/с.

## Население
| 2010 |
| ---- |
| 6    |

## История
Во второй половине XIX — начале XX века деревня Брюхово относилась к Дмитровскому приходу Марьинской волости Новоторжского уезда. В 1884 году — 17 дворов, 115 жителей.
В 1940 году деревня в составе Васильковского сельсовета Медновского района Калининской области.
В 1964 г. Указом Президиума ВС РСФСР деревня Брюхово переименована в Малиновка.

## Инфраструктура
Личное подсобное хозяйство.

## Транспорт
Севернее деревни по проекту будет проходить скоростная автомагистраль Москва — Санкт-Петербург.